# Ґудаль
Ґудаль — муніципалітет в Іспанії, у складі Монсіа -Комарка, провінція Таррагона, Каталонія.  Ґудаль дав назву Серра-де-Годалль, помірно високому та гладкому вапняковому гірському ланцюгу, який височіє над містом. Місцева легенда говорить, що село виникло, коли люди побудували нове поселення після того, як покинули зруйноване село Мерадес, розташоване в межах муніципальної території  Ґудаля. Основною економічною діяльністю є сільське господарство, зокрема вирощування оливкових, ріжкових і мигдалевих дерев. Ґудаль втратив більше половини своїх жителів з першої половини 20 століття, коли населення досягло найвищого рівня в 1700 осіб.
Ґудаль є частиною вільної асоціації муніципалітетів Таула-дель-Сеніа. У 2009 році його населення становило 841 чоловік.